# Das Duell (Tschechow)

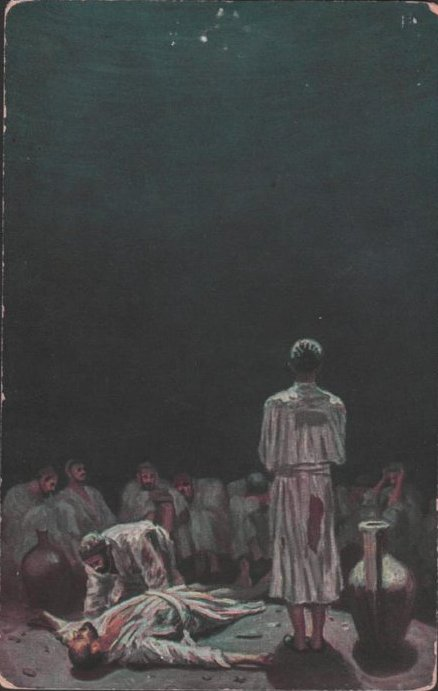
In der Erzählung erwähntes Bild Der Zindan von Samarkand (1873) von Wassili Wassiljewitsch Wereschtschagin

Das Duell, auch Duell, Ein Duell, Ein Zweikampf (russisch Дуэль), ist eine Erzählung des russischen Schriftstellers Anton Tschechow, die im Oktober/November 1891 in der  Sankt Petersburger Zeitung Nowoje wremja abgedruckt wurde.
Korfiz Holms Übersetzung Ein Zweikampf erschien 1897 bei Albert Langen in München. Andere Übersetzungen: 1892 ins Dänische (En Duel), 1894 ins Serbokroatische (Двобој), 1896 ins Ungarische (A párbaj), 1897 in Tschechische (Souboj), 1902 ins Französische (Un duel), 1904 ins Spanische (Duelo), 1948 ins Litauische (Dvikova), 1950 ins Italienische (Duello), 1966 ins Schwedische (Duellen) und 1973 ins Koreanische (決鬪).

## Überblick
Es bleibt in dieser Geschichte nicht bei mit der Zeit ausufernden verbalen weltanschaulichen Auseinandersetzungen zweier Kontrahenten. Der „harte, kräftige, despotische“ Sozialdarwinist Nikolai Wassiljewitsch von Koren fordert den 28-jährigen Petersburger pflichtvergessenen Staatsdiener Iwan Andrejitsch Lajewskij, einen studierten Philosophen, zum Duell. Die Ehrenstreitigkeit wird in einem kaukasischen Küstenort am Schwarzen Meer an einem Morgen um fünf Uhr ausgetragen. In der Nacht vor dem Schusswechsel überdenkt Lajewskij in Erwartung des Todes sein verpfuschtes Leben. Nadeschda Fjodorowna, eine verheiratete Frau, hatte der gewissenlose Junggeselle Lajewskij in den russischen Süden gelotst. Später, zu der Zeit, als Lajewskij diese Frau satt hatte, war deren Ehemann verstorben. Lajewskij hatte die schriftliche Todesnachricht aus dem russischen Norden abgefangen und Nadeschda vorenthalten. Von seinem Freund, dem Militärarzt Dr. Alexander Dawidowitsch Samoilenko, einem russischen Edelmann und Staatsrat, hatte er sich Geld für die Flucht vor Nadeschda nach Petersburg geborgt. Nun war die Duellforderung des Prinzipienreiters von Koren dazwischengekommen. Lajewskij überlebt das Duell mit einem ziemlich harmlosen Streifschuss am Hals. Der Kratzer wird zum Anlass der inneren Umkehr des Leichtverletzten: Er heiratet die Witwe Nadeschda und strebt gemeinsam mit ihr einen Neubeginn an.

## Handlung
Es sieht so aus, als ob Lajewskij nicht nur vor Nadeschda, sondern auch vor seinen Gläubigern flüchten will. Er hat kein Geld und zweitausend Rubel Schulden. Von Koren verachtet Lajewskij zutiefst. Lajewski fürchtet den Zoologen: „Ich bin ein leerer, nichtiger, heruntergekommener Mensch! Die Luft, die ich atme, diesen Wein, die Liebe, mit einem Wort, mein ganzes Leben habe ich mir bis zum heutigen Tag um den Preis von Lüge, Faulheit und Kleinmut gekauft. Bis heute hab' ich die anderen und mich selbst betrogen, ich habe darunter gelitten, und meine Leiden waren billig und schlecht. Vor Korens Haß beuge ich scheu den Rücken, weil ich zuzeiten mich selbst hasse und verachte.“
Nadeschdas gute Bekannte Marja Konstantinowna und natürlich auch von Koren meinen, Nadeschda sei eine furchtbare Sünderin. Nach von Korens Ansicht müsste Nadeschda mit Gewalt zu ihrem Ehemann zurückgebracht werden. Und falls der Mann nichts mehr von ihr wissen will, dann ab mit ihr ins Arbeitshaus oder in die Besserungsanstalt.
Samoilenko hat bereits siebentausend Rubel Schulden, weil er Bedürftigen mit geliehenem Geld ausgeholfen hat. Nun pumpt er von Koren um hundert Rubel an. Eigentlich will von Koren ihm das Geld nur leihen, falls es nicht für den Widerpart Lajewskij ist. Obwohl die Rubel für Lajewskij sind, gibt sie von Koren trotzdem her.
In Gesellschaft erleidet Lajewskij einen hysterischen Anfall. Von Koren registriert die Erkrankung mit Häme. Der geplagte Lajewskij ist auch noch auf zwei einheimische Nebenbuhler eifersüchtig. In Geldangelegenheiten reagiert Lajewskij besonders überempfindlich. Er zerstreitet sich mit Samoilenko des Geldes wegen, das er für seine Flucht so dringend braucht. Von Koren, der mit dem „Geldgeber“ befreundet ist, mischt sich auf dem Höhepunkt der verbalen Auseinandersetzung ein und fordert den Taugenichts zum Duell. Zu allem Überfluss wird Lajewskij in der Bedrängnis von einem seiner Nebenbuhler zu einem Schäferstündchen Nadeschdas mit dem anderen Nebenbuhler geführt. Unabhängig davon laufen die Duellvorbereitungen unerbittlich ab. Sekundanten – allesamt Offiziere und ein Arzt finden sich bereit. Am Morgen – wie gesagt – um fünf Uhr am Strand stellt sich heraus, keiner der Herren Sekundanten kennt das gängige Duell-Reglement genau. Trotzdem wird drauflos geschossen. Lajewskij als Beleidigter hat den ersten Schuss und schießt absichtlich in die Luft. Von Koren will töten, wird aber glücklicherweise beim Zielen abgelenkt.

## Adaptionen

### Sprechtheater
- März 2013, Volksbühne Berlin: Das Duell nach Anton Tschechow von Frank Castorf mit Sophie Rois als Lajewskij, Silvia Rieger als von Koren und Lilith Stangenberg als Nadeschda.[5]

### Verfilmung
- 1973, Sowjetunion, Lenfilm: Ein schlechter, guter Mensch[6] (russisch) – Spielfilm von Iossif Cheifiz mit Wladimir Wyssozki als von Koren, Oleg Dal[7] als Lajewskij und Ljudmila Maxakowa[8] als Nadeschda.
- 2010, USA, High Line Productions: Das Duell[9] (englisch) – Spielfilm von Dover Kosashvili[10] mit Tobias Menzies als von Koren, Andrew Scott als Lajewskij und Fiona Glascott[11] als Nadeschda.

## Rezeption

### Zeitgenossen
- Der russische Kritiker Alexander Skabitschewski[12] hat sich 1892 mit dem Text in mehrfacher Hinsicht auseinandergesetzt. Zum Beispiel mag er nicht daran glauben, dass Lajewskij und Nadeschda – zwei charakterliche Schwächlinge ersten Grades – den schließlich angekündigten Neubeginn schaffen können.[13]
- 7. Juni 1898, Thomas Mann liest die „glänzende Übersetzung“ mit Interesse.[14]
- Arthur Schnitzler bewundert den Text: „Es gibt in der gesamten Weltliteratur wenige Novellen, die so stark auf mich gewirkt haben, wie Tschechows »Zweikampf« und »Schatten des Todes«.“ (An Peter Rotenstern, 18. Januar 1910)

### Neuere Äußerungen
- 1958, Maugham geht anhand des Zitats „… bald schaute ein Stern hervor und blinzelte schüchtern mit seinem einzigen Auge“[15] auf zwei des Öfteren beobachtbare Charakteristika ein: Tschechows sparsame Verwendung emotionaler Passagen sowie die Neigung zur Textkürzung bis hart an die Verstümmelung heran.[16]
- 1. Januar 1980, Verena Auffermann, Deutschlandfunk: Wie soll man leben?

### Deutschsprachige Ausgaben
- Das Duell. Aus dem Russischen von Ada Knipper und Gerhard Dick. in: Anton Pavlovič Čechov: Das erzählende Werk in zehn Bänden. Teil: Kleine Romane: Eine langweilige Geschichte. Das Duell. 245 Seiten,  Diogenes, Zürich 1976, ISBN 978-3-257-20267-0

### Sekundärliteratur
- Peter Urban (Hrsg.): Über Čechov. 487 Seiten. Diogenes, Zürich 1988 (Diogenes-Taschenbuch 21244). ISBN 3-257-21244-5